# Арройо (Пуерто-Рико)
Арройо (ісп. Arroyo, МФА: [aˈroʝo]) — муніципалітет Пуерто-Рико, острівної території у складі США. Заснований 25 грудня 1855 року.

## Географія
Площа суходолу муніципалітету складає 39 км² (73-є місце за цим показником серед 78 муніципалітетів Пуерто-Рико).

## Демографія
Станом на 2010 рік на території муніципалітету мешкало 19 575 ос.
Динаміка чисельності населення:

## Населені пункти
Найбільші населені пункти муніципалітету Арройо:
| Населений пункт | Статус | Населення :   | Населення :   | Населення :   |
| Населений пункт | Статус | на 01.04.1990 | на 01.04.2000 | на 01.04.2010 |
| --------------- | ------ | ------------- | ------------- | ------------- |
| Арройо          | Місто  | 8 763         | 7 244         | 6 396         |
| Буена-Віста     | Селище | 2 321         | 2 026         | 1 660         |
| Пальмас         | Селище | 2 254         | 2 829         | 2 230         |
| Яурель          | Селище | 1 382         | 1 468         | 1 050         |